# Coutaportla pailensis
Coutaportla pailensis är en måreväxtart som beskrevs av Villarreal. Coutaportla pailensis ingår i släktet Coutaportla och familjen måreväxter. Inga underarter finns listade i Catalogue of Life.